# Plethodon punctatus
Plethodon punctatus — вид хвостатих амфібій родини Безлегеневі саламандри (Plethodontidae). Вид є ендеміком США, де зустрічається лише у штатах Вірджинія та Західна Вірджинія.  Мешкає у помірних лісах та серед скель.